# 徐墩站
徐墩站是一个峰福线上的铁路车站，位于福建省南平市建瓯市徐墩镇，建于1996年，目前为五等站，邮政编码为353103。目前客运：办理旅客乘降；行李、包裹托运；货运：办理整车货物发到。